# Declaração conjunta sino-britânica sobre a questão de Hong Kong
A Declaração Conjunta Sino-Britânica, formalmente conhecida como Declaração Conjunta Sino-Britânica do Governo do Reino Unido e da Irlanda do Norte e o Governo da República Popular da China sobre a questão de Hong Kong foi assinada pelos primeiro-ministros dos governos da República Popular da China (RPC) e do Reino Unido no dia 19 de dezembro de 1984 em Pequim.
A Declaração entrou em vigor com a troca dos instrumentos de ratificação em 27 de maio de 1985, e foi registrada pelos governos da RPC e do Reino Unido na Organização das Nações Unidas em 12 de junho de 1985. Na declaração comum, o Governo da RPC declarava que tinha decidido continuar o exercício da soberania sobre Hong Kong (incluindo a ilha de Hong Kong, a península de Kowloon e os Novos Territórios) a partir do dia 1º de julho de 1997, e o governo do Reino Unido declarou que entregaria Hong Kong à República Popular da China a partir do mesmo dia. O governo da RPC também definiu as políticas básicas que seriam aplicadas em Hong Kong no documento. 
De acordo com o princípio do "um país, dois sistemas" acertado entre o Reino Unido e a RPC, o sistema socialista não seria praticado na Região Administrativa Especial (RAE) de Hong Kong, e o sistema capitalista honconguês ficaria intacto por um período de 50 anos. A Declaração Comum estabeleceu que essas políticas básicas deveriam ser estipuladas na Lei Básica de Hong Kong.
Após a assinatura da Declaração, o Grupo Intermediário Sino-Britânico foi criado de acordo com o Anexo II da Declaração para acompanhar o processo de transferência de soberania de Hong Kong para a RPC.

## Cenário em que ocorreu a Declaração
O cenário em que ocorreu a Declaração Sino-Britânica foi o vencimento do arrendamento dos Novos Territórios em 1º de julho de 1997. O arrendamento foi negociado entre o Reino Unido e o Imperador Guangxu da China, durante um período de 99 anos, tendo início em 1898. No período da assinatura, a Ilha de Hong Kong já tinha sido cedida ao Reino Unido em perpetuidade sob o Tratado de Nanquim em 1842 depois da Primeira Guerra do Ópio, e a península Kowloon também tinha sido cedida ao Reino Unido na Convenção de Pequim em 1860 após a Segunda Guerra do Ópio.

## Opiniões
A assinatura da Declaração Comum pelo governo do partido conservador de Margaret Thatcher causou controvérsia na Grã-Bretanha: alguns estavam surpresos que a primeira ministra de direita concordasse com tal acordo com um governo comunista da China representado por Deng Xiaoping. A Declaração Comum também teve quer ser assinada pela Rainha Elizabeth II e pelo presidente da China, Li Xiannian. 
Porém, muitos comentários mostraram que o Reino Unido estava em uma posição de negociação muito fraca. Hong Kong não era militarmente defensível e recebia muito de sua água e comida da província de Guangdong na China. Logo, era economicamente inviável dividir Hong Kong, com o Reino Unido tendo o controle na Ilha de Hong Kong e Kowloon, enquanto devolvia os Novos Territórios para a RPC em 1997 se nenhum acordo tivesse sido alcançado. Como as hipotecas em Hong Kong eram de tipicamente 15 anos, sem um acordo sobre o futuro de Hong Kong nos anos 80, temia-se que o mercado imobiliário poderia entrar em colapso, destruindo a economia de Hong Kong. Coações no arrendamento de terra nos Novos Territórios também eram problemas. De fato, enquanto a negociação sobre o futuro de Hong Kong tinha iniciado no final dos anos 70, o período final da Declaração esteve relacionado com fatores imobiliários e ligados à terra.